# FC Twente in het seizoen 2015/16 (vrouwen)
Het seizoen 2015/2016 was het 9e jaar in het bestaan van de Enschedese vrouwenvoetbalclub FC Twente. De club kwam uit in de Eredivisie en werd voor de zesde keer landskampioen. In het toernooi om de KNVB beker strandde de club in de kwartfinale, door na penalty's te verliezen van Ajax. In de Champions League werd in de achtste finale verloren van FC Barcelona.

## Wedstrijdstatistieken

### Eredivisie
|       | ADO Den Haag | AFC Ajax | sc Heerenveen | PEC Zwolle | PSV   | SC Telstar |
| ----- | ------------ | -------- | ------------- | ---------- | ----- | ---------- |
| Thuis | 3 – 1        | 3 – 2    | 3 – 0         | 4 – 1      | 3 – 2 | 6 – 0      |
| Uit   | 0 – 2        | 1 – 1    | 1 – 3         | 0 – 7      | 2 – 1 | 1 – 7      |
|       |              |          |               |            |       |            |
|       | ADO Den Haag | AFC Ajax | sc Heerenveen | PEC Zwolle | PSV   | SC Telstar |
| Thuis | 7 – 1        | 1 – 0    | 2 – 0         | 1 – 2      | 4 – 0 | 8 – 1      |
| Uit   | 1 – 0        | 1 – 1    | 0 – 5         | 0 – 3      | 2 – 0 | 2 – 4      |

### KNVB beker
| Achtste finale                            | SC Buitenveldert II                                                                         | 0 – 8 (0 – 5)                  | FC Twente                                                             | Opstelling FC Twente |
| Plaats: Amsterdam Sportpark Buitenveldert |                                                                                             | Wedstrijdverslag               | Renate Jansen Ellen Jansen Jill Roord Kirsten van de Ven Ellen Jansen | Ubachs, Roetgering, Van der Gragt, Kerkdijk, Erman (30' Hendriks), Heuver (75' Z. van de Ven), Munsterman (46' Onzia), Roord, K. van de Ven, E. Jansen, R. Jansen |
| Kwartfinale                               | FC Twente                                                                                   | 1 – 1 (0 – 0, 1 – 1)           | Ajax                                                                  | Opstelling FC Twente |
| Plaats: Hengelo Sportpark Slangenbeek     | 88' Tashira Renfurm Maud Roetgering Ellen Jansen Danique Kerkdijk Lenie Onzia Maayke Heuver | Wedstrijdverslag Strafschoppen | 54' Marlous Pieëte Onbekend Chantal de Ridder Onbekend Tessel Middag  | Ubachs, Roetgering, Kerkdijk, Erman (82' Ellouzi), Renfurm, Roord, Munsterman, Onzia, Heuver, E. Jansen, R. Jansen (75' Bennink).                                 |

### Champions League
| Groepsfase                                     | FC Twente | 2 – 0 (0 – 0)    | Ferencvárosi TC | Opstelling FC Twente: |
| Plaats: Hengelo Sportpark Slangenbeek          | 49' Tashira Renfurm 67' Renate Jansen | Wedstrijdverslag | | Ubachs, Heuver, Van der Gragt, Roetgering, Kerkdijk, Munsterman, Roord, R. Jansen, Van de Sanden (55' Z. van de Ven), E. Jansen, Renfurm (55' Erman)                                       |
| Groepsfase                                     | FC Twente | 10 – 0 (5 – 0)   | Jeunesse Junglinster                                                                                                 | Opstelling FC Twente: |
| Plaats: Oldenzaal Sportpark Vondersweijde      | 22' Maud Roetgering (p) 28' Maud Roetgering (p) 34' Jill Roord 38' Renate Jansen 45' Jessica Birkel (e.d.) 62' Jill Roord 65' Ellen Jansen 71' Ellen Jansen 77' Shanice van de Sanden 90+2' Danique Kerkdijk | Wedstrijdverslag | | Ubachs, Heuver (46' Z. van de Ven), Van der Gragt, Roetgering, Kerkdijk, Erman, Munsterman (69' Van den Goorbergh), Roord, R. Jansen (81' Boerrigter), Van de Sanden, E. Jansen            |
| Groepsfase                                     | ASA Tel Aviv | 0 – 7 (0 – 3)    | FC Twente | Opstelling FC Twente: |
| Plaats: Hengelo Sportpark Slangenbeek          | | Wedstrijdverslag | 1' Jill Roord 15' Shanice van de Sanden 29' Jill Roord 51' Jill Roord 57' Jill Roord 74' Ellen Jansen 75' Jill Roord | Ubachs, Heuver (68' Z. van de Ven), Van der Gragt, Roetgering, Kerkdijk, Munsterman, Roord, R. Jansen (46' Dekker), Van de Sanden, Renfurm (46' Erman) Heuver (23'), Roetgering (55')      |
| 1/16 finale                                    | FC Twente | 1 – 1 (1 – 0)    | FC Bayern München | Opstelling FC Twente: |
| Plaats: Hengelo Sportpark Slangenbeek          | 30' Renate Jansen | Wedstrijdverslag | 85' Melanie Leupolz                                                                                                  | Ubachs, Heuver, Van der Gragt, Roetgering, Kerkdijk, Dekker, Erman, Munsterman, Roord (72' E. Jansen), R. Jansen, Van de Sanden Dekker (34'), Erman (64'), E. Jansen (82')                 |
| 1/16 finale                                    | FC Bayern München | 2 – 2 (1 – 1)    | FC Twente | Opstelling FC Twente: |
| Plaats: München Grünwalder Straße              | 29' Lisa Evans 75' Melanie Behringer (p) | Wedstrijdverslag | 13' Jill Roord 56' Maud Roetgering (p)                                                                               | Ubachs, Heuver, Van der Gragt, Roetgering, Kerkdijk, Dekker, Erman, Munsterman, Roord (60' E. Jansen), R. Jansen, Van de Sanden Dekker (71'), Heuver (90+1')                               |
| 1/8 finale                                     | FC Twente | 0 – 1 (0 – 0)    | FC Barcelona | Opstelling FC Twente: |
| Plaats: Hengelo Sportpark Slangenbeek          | | Wedstrijdverslag | 76' Olga García | Ubachs, Heuver, Van der Gragt, Roetgering, Kerkdijk, Erman (57' Renfurm), Munsterman, Roord, R. Jansen, Van de Sanden, E. Jansen                                                           |
| 1/8 finale                                     | FC Barcelona | 1 – 0 (1 – 0)    | FC Twente | Opstelling FC Twente: |
| Plaats: Barcelona Ciutat Esportiva Joan Gamper | 25' Olga García | Wedstrijdverslag | | Ubachs, Van der Gragt, Roetgering, Kerkdijk, Dekker, Munsterman, Roord, R. Jansen, Van de Sanden (46' Erman), E. Jansen, Renfurm (61' Z. van de Ven) Van de Sanden (17'), Munsterman (64') |

## Statistieken FC Twente 2015/2016

### Tussenstand FC Twente Vrouwen in de Eredivisie 2015 / 2016
| Stand | Gespeeld | Gewonnen | Gelijk | Verloren | Punten | Doelpunten voor | Doelpunten tegen | Gele kaarten | Rode kaarten |
| ----- | -------- | -------- | ------ | -------- | ------ | --------------- | ---------------- | ------------ | ------------ |
| 1e    | 24       | 18       | 2      | 4        | 56     | 79              | 21               | 12           | 1            |

### Topscorers
| #                | Naam                         | Goal |
| ---------------- | ---------------------------- | ---- |
| 1.               | Jill Roord                   | 20   |
| 2.               | Ellen Jansen                 | 17   |
| 3.               | Renate Jansen                | 13   |
| 4.               | Maayke Heuver                | 8    |
| 4.               | Shanice van de Sanden        | 8    |
| 5.               | Maud Roetgering              | 4    |
| 6.               | Stefanie van der Gragt       | 2    |
| 6.               | Danique Kerkdijk             | 2    |
| 7.               | Maxime Bennink               | 1    |
| 7.               | Marthe Munsterman            | 1    |
| 7.               | Lenie Onzia                  | 1    |
| Eigen doelpunten |                              |      |
| 1.               | Judith Frijlink (PEC Zwolle) | 1    |
| 1.               | Kim Mourmans (PSV)           | 1    |
| Totaal           | Totaal                       | 79   |

| #      | Naam               | Goal |
| ------ | ------------------ | ---- |
| 1.     | Ellen Jansen       | 3    |
| 2.     | Renate Jansen      | 2    |
| 2.     | Kirsten van de Ven | 2    |
| 3.     | Tashira Renfurm    | 1    |
| 3.     | Jill Roord         | 1    |
| Totaal | Totaal             | 9    |

| #                | Naam                                  | Goal |
| ---------------- | ------------------------------------- | ---- |
| 1.               | Jill Roord                            | 8    |
| 2.               | Ellen Jansen                          | 3    |
| 2.               | Renate Jansen                         | 3    |
| 2.               | Maud Roetgering                       | 3    |
| 3.               | Shanice van de Sanden                 | 2    |
| 4.               | Danique Kerkdijk                      | 1    |
| 4.               | Tashira Renfurm                       | 1    |
| Eigen doelpunten |                                       |      |
| 1.               | Jessica Birkel (Jeunesse Junglinster) | 1    |
| Totaal           | Totaal                                | 22   |

### Kaarten
| #      | Naam                   |    |
| ------ | ---------------------- | -- |
| 1.     | Danique Kerkdijk       | 2  |
| 1.     | Jill Roord             | 2  |
| 1.     | Tashira Renfurm        | 2  |
| 1.     | Maud Roetgering        | 2  |
| 2.     | Anouk Dekker           | 1  |
| 2.     | Stefanie van der Gragt | 1  |
| 2.     | Renate Jansen          | 1  |
| 2.     | Marthe Munsterman      | 1  |
| Totaal | Totaal                 | 12 |

| #      | Naam        |   |
| ------ | ----------- | - |
| –      | Geen speler | 0 |
| Totaal | Totaal      | 0 |

| #      | Naam               |   |
| ------ | ------------------ | - |
| 1.     | Kirsten van de Ven | 1 |
| Totaal | Totaal             | 1 |